# AFI's 100 Years...100 Movie Quotes
AFI's 100 Years...100 Movie Quotes är en lista över de 100 främsta filmcitaten i amerikansk film. American Film Institute presenterade listan 21 juni 2005 i ett TV-program på CBS med Pierce Brosnan som värd. En jury bestående av 1 500 filmskapare, kritiker och historiker valde "Frankly, my dear, I don't give a damn," uttalad av Clark Gable som Rhett Butler i den episka kostymfilmen Borta med vinden från 1939 som det mest minnesvärda citatet inom amerikansk film genom tiderna.

## Lista
Tabellen nedan återger citaten exakt som AFI presenterade dem.
| #   | Citat | Karaktär                                                     | Skådespelare                   | Film                                                                      | År   |
| --- | --- | ------------------------------------------------------------ | ------------------------------ | ------------------------------------------------------------------------- | ---- |
| 1   | "Frankly, my dear, I don't give a damn.." | Rhett Butler                                                 | Clark Gable                    | Borta med vinden                                                          | 1939 |
| 2   | "I'm gonna make him an offer he can't refuse." | Vito Corleone                                                | Marlon Brando                  | Gudfadern                                                                 | 1972 |
| 3   | "You don't understand! I coulda had class. I coulda been a contender. I could've been somebody, instead of a bum, which is what I am."                                                                           | Terry Malloy                                                 | Marlon Brando                  | Storstadshamn                                                             | 1954 |
| 4   | "Toto, I've a feeling we're not in Kansas anymore." | Dorothy Gale                                                 | Judy Garland                   | Trollkarlen från Oz                                                       | 1939 |
| 5   | "Here's looking at you, kid." | Rick Blaine                                                  | Humphrey Bogart                | Casablanca                                                                | 1942 |
| 6   | "Go ahead, make my day." | Harry Callahan                                               | Clint Eastwood                 | Sudden Impact                                                             | 1983 |
| 7   | "All right, Mr. DeMille, I'm ready for my close-up." | Norma Desmond                                                | Gloria Swanson                 | Sunset Boulevard                                                          | 1950 |
| 8   | "May the Force be with you." | Han Solo                                                     | Harrison Ford                  | Stjärnornas krig                                                          | 1977 |
| 9   | "Fasten your seatbelts. It's going to be a bumpy night." | Margo Channing                                               | Bette Davis                    | Allt om Eva                                                               | 1950 |
| 10  | "You talkin' to me?" | Travis Bickle                                                | Robert De Niro                 | Taxi Driver                                                               | 1976 |
| 11  | "What we've got here is failure to communicate." | Kapten                                                       | Strother Martin                | Rebell i bojor                                                            | 1967 |
| 12  | "I love the smell of napalm in the morning." | Lt. Col. Bill Kilgore                                        | Robert Duvall                  | Apocalypse                                                                | 1979 |
| 13  | "Love means never having to say you're sorry." | Oliver Barrett IV                                            | Ryan O'Neal                    | Love Story                                                                | 1970 |
| 14  | "The stuff that dreams are made of." | Sam Spade                                                    | Humphrey Bogart                | Riddarfalken från Malta                                                   | 1941 |
| 15  | "E.T. phone home." | E.T.                                                         | Pat Welsh                      | E.T. the Extra-Terrestrial                                                | 1982 |
| 16  | "They call me Mister Tibbs!" | Virgil Tibbs                                                 | Sidney Poitier                 | I nattens hetta                                                           | 1967 |
| 17  | "Rosebud." | Charles Foster Kane                                          | Orson Welles                   | En sensation                                                              | 1941 |
| 18  | "Made it, Ma! Top of the world!" | Arthur "Cody" Jarrett                                        | James Cagney                   | Glödhett                                                                  | 1949 |
| 19  | "I'm as mad as hell, and I'm not going to take this anymore!" | Howard Beale                                                 | Peter Finch                    | Network                                                                   | 1976 |
| 20  | "Louis, I think this is the beginning of a beautiful friendship." | Rick Blaine                                                  | Humphrey Bogart                | Casablanca                                                                | 1942 |
| 21  | "A census taker once tried to test me. I ate his liver with some fava beans and a nice Chianti." | Dr. Hannibal Lecter                                          | Anthony Hopkins                | När lammen tystnar                                                        | 1991 |
| 22  | "Bond. James Bond." | James Bond                                                   | Sean Connery                   | Agent 007 med rätt att döda                                               | 1962 |
| 23  | "There's no place like home." | Dorothy Gale                                                 | Judy Garland                   | Trollkarlen från Oz                                                       | 1939 |
| 24  | "I am big! It's the pictures that got small." | Norma Desmond                                                | Gloria Swanson                 | Sunset Boulevard                                                          | 1950 |
| 25  | "Show me the money!" | Rod Tidwell                                                  | Cuba Gooding Jr.               | Jerry Maguire                                                             | 1996 |
| 26  | "Why don't you come up sometime and see me?" | Lady Lou                                                     | Mae West                       | Lady Lou                                                                  | 1933 |
| 27  | "I'm walking here! I'm walking here!" | "Ratso" Rizzo                                                | Dustin Hoffman                 | Midnight Cowboy                                                           | 1969 |
| 28  | "Play it, Sam. Play 'As Time Goes By.'" | Ilsa Lund                                                    | Ingrid Bergman                 | Casablanca                                                                | 1942 |
| 29  | "You can't handle the truth!" | Col. Nathan R. Jessup                                        | Jack Nicholson                 | På heder och samvete                                                      | 1992 |
| 30  | "I want to be alone." | Grusinskaya                                                  | Greta Garbo                    | Grand Hotel                                                               | 1932 |
| 31  | "After all, tomorrow is another day!" | Scarlett O'Hara                                              | Vivien Leigh                   | Borta med vinden                                                          | 1939 |
| 32  | "Round up the usual suspects." | Capt. Louis Renault                                          | Claude Rains                   | Casablanca                                                                | 1942 |
| 33  | "I'll have what she's having." | Customer                                                     | Estelle Reiner                 | När Harry träffade Sally...                                               | 1989 |
| 34  | "You know how to whistle, don't you, Steve? You just put your lips together and blow." | Marie "Slim" Browning                                        | Lauren Bacall                  | Att ha och inte ha                                                        | 1944 |
| 35  | "You're gonna need a bigger boat." | Martin Brody                                                 | Roy Scheider                   | Hajen                                                                     | 1975 |
| 36  | Badges? We ain't got no badges! We don't need no badges! I don't have to show you any stinking badges!" | "Gold Hat"                                                   | Alfonso Bedoya                 | Sierra Madres skatt                                                       | 1948 |
| 37  | "I'll be back." | Terminator                                                   | Arnold Schwarzenegger          | Terminator                                                                | 1984 |
| 38  | "Today, I consider myself the luckiest man on the face of the Earth." | Lou Gehrig                                                   | Gary Cooper                    | Bragdernas man                                                            | 1942 |
| 39  | "If you build it, he will come." | Shoeless Joe Jackson                                         | Ray Liotta (röst)              | Drömmarnas fält                                                           | 1989 |
| 40  | "Mama always said life was like a box of chocolates. You never know what you're gonna get." | Forrest Gump                                                 | Tom Hanks                      | Forrest Gump                                                              | 1994 |
| 41  | "We rob banks." | Clyde Barrow                                                 | Warren Beatty                  | Bonnie och Clyde                                                          | 1967 |
| 42  | "Plastics." | Mr. Maguire                                                  | Walter Brooke                  | Mandomsprovet                                                             | 1967 |
| 43  | "We'll always have Paris." | Rick Blaine                                                  | Humphrey Bogart                | Casablanca                                                                | 1942 |
| 44  | "I see dead people." | Cole Sear                                                    | Haley Joel Osment              | Sjätte sinnet                                                             | 1999 |
| 45  | "Stella! Hey, Stella!" | Stanley Kowalski                                             | Marlon Brando                  | Linje Lusta                                                               | 1951 |
| 46  | "Oh, Jerry, don't let's ask for the moon. We have the stars." | Charlotte Vale                                               | Bette Davis                    | Under nya stjärnor                                                        | 1942 |
| 47  | "Shane. Shane. Come back!" | Joey Starrett                                                | Brandon De Wilde               | Mannen från vidderna                                                      | 1953 |
| 48  | "Well, nobody's perfect." | Osgood Fielding III                                          | Joe E. Brown                   | I hetaste laget                                                           | 1959 |
| 49  | "It's alive! It's alive!" | Henry Frankenstein                                           | Colin Clive                    | Frankenstein                                                              | 1931 |
| 50  | "Houston, we have a problem." | Jim Lovell                                                   | Tom Hanks                      | Apollo 13                                                                 | 1995 |
| 51  | "You've got to ask yourself one question: 'Do I feel lucky?' Well, do ya, punk?" | Harry Callahan                                               | Clint Eastwood                 | Dirty Harry                                                               | 1971 |
| 52  | "You had me at 'hello.'" | Dorothy Boyd                                                 | Renée Zellweger                | Jerry Maguire                                                             | 1996 |
| 53  | "One morning I shot an elephant in my pajamas. How he got in my pajamas, I don't know." | Capt. Geoffrey T. Spaulding                                  | Groucho Marx                   | Muntra musikanter                                                         | 1930 |
| 54  | "There's no crying in baseball!" | Jimmy Dugan                                                  | Tom Hanks                      | Tjejligan                                                                 | 1992 |
| 55  | "La-dee-da, la-dee-da." | Annie Hall                                                   | Diane Keaton                   | Annie Hall                                                                | 1977 |
| 56  | "A boy's best friend is his mother." | Norman Bates                                                 | Anthony Perkins                | Psycho                                                                    | 1960 |
| 57  | "Greed, for lack of a better word, is good." | Gordon Gekko                                                 | Michael Douglas                | Wall Street                                                               | 1987 |
| 58  | "Keep your friends close, but your enemies closer." | Michael Corleone                                             | Al Pacino                      | Gudfadern del II                                                          | 1974 |
| 59  | "As God is my witness, I'll never be hungry again." | Scarlett O'Hara                                              | Vivien Leigh                   | Borta med vinden                                                          | 1939 |
| 60  | "Well, here's another nice mess you've gotten me into!" | Oliver                                                       | Oliver Hardy                   | Följ med oss till Honolulu                                                | 1933 |
| 61  | "Say 'hello' to my little friend!" | Tony Montana                                                 | Al Pacino                      | Scarface                                                                  | 1983 |
| 62  | "What a dump." | Rosa Moline                                                  | Bette Davis                    | Bortom skogen                                                             | 1949 |
| 63  | "Mrs. Robinson, you're trying to seduce me. Aren't you?" | Benjamin Braddock                                            | Dustin Hoffman                 | Mandomsprovet                                                             | 1967 |
| 64  | "Gentlemen, you can't fight in here! This is the War Room!" | President Merkin Muffley                                     | Peter Sellers                  | Dr. Strangelove eller: Hur jag slutade ängslas och lärde mig älska bomben | 1964 |
| 65  | "Elementary, my dear Watson." | Sherlock Holmes                                              | Basil Rathbone                 | Sherlock Holmes – professor Moriartys sista strid                         | 1939 |
| 66  | "Get your stinking paws off me, you damned dirty ape." | George Taylor                                                | Charlton Heston                | Apornas planet                                                            | 1968 |
| 67  | "Of all the gin joints in all the towns in all the world, she walks into mine." | Rick Blaine                                                  | Humphrey Bogart                | Casablanca                                                                | 1942 |
| 68  | "Here's Johnny!" | Jack Torrance                                                | Jack Nicholson                 | The Shining                                                               | 1980 |
| 69  | "They're here!" | Carol Anne Freeling                                          | Heather O'Rourke               | Poltergeist                                                               | 1982 |
| 70  | "Is it safe?" | Dr. Christian Szell                                          | Laurence Olivier               | Maratonmannen                                                             | 1976 |
| 71  | "Wait a minute, wait a minute. You ain't heard nothin' yet!" | Jakie Rabinowitz/Jack Robin                                  | Al Jolson                      | Jazzsångaren                                                              | 1927 |
| 72  | "No wire hangers, ever!" | Joan Crawford                                                | Faye Dunaway                   | Mommie Dearest                                                            | 1981 |
| 73  | "Mother of mercy, is this the end of Rico?" | Cesare Enrico "Rico" Bandello                                | Edward G. Robinson             | Little Caesar                                                             | 1931 |
| 74  | "Forget it, Jake, it's Chinatown." | Lawrence Walsh                                               | Joe Mantell                    | Chinatown                                                                 | 1974 |
| 75  | "I have always depended on the kindness of strangers." | Blanche DuBois                                               | Vivien Leigh                   | Linje Lusta                                                               | 1951 |
| 76  | "Hasta la vista, baby." | Terminator                                                   | Arnold Schwarzenegger          | Terminator 2 – Domedagen                                                  | 1991 |
| 77  | "Soylent Green is people!" | Det. Robert Thorn                                            | Charlton Heston                | Soylent Green – USA år 2022                                               | 1973 |
| 78  | "Open the pod bay doors, HAL." | Dave Bowman                                                  | Keir Dullea                    | År 2001 – ett rymdäventyr                                                 | 1968 |
| 79  | Striker: "Surely you can't be serious." Rumack: "I am serious … and don't call me Shirley." | Ted Striker och Dr. Rumack                                   | Robert Hays och Leslie Nielsen | Titta vi flyger                                                           | 1980 |
| 80  | "Yo, Adrian!" | Rocky Balboa                                                 | Sylvester Stallone             | Rocky                                                                     | 1976 |
| 81  | "Hello, gorgeous." | Fanny Brice                                                  | Barbra Streisand               | Funny Girl                                                                | 1968 |
| 82  | "Toga! Toga!" | John "Bluto" Blutarsky                                       | John Belushi                   | Deltagänget                                                               | 1978 |
| 83  | "Listen to them. Children of the night. What music they make." | Greve Dracula                                                | Bela Lugosi                    | Mysteriet Dracula                                                         | 1931 |
| 84  | "Oh, no, it wasn't the airplanes. It was Beauty killed the Beast." | Carl Denham                                                  | Robert Armstrong               | King Kong                                                                 | 1933 |
| 85  | "My precious." | Gollum                                                       | Andy Serkis                    | Sagan om de två tornen                                                    | 2002 |
| 86  | "Attica! Attica!" | Sonny Wortzik                                                | Al Pacino                      | En satans eftermiddag                                                     | 1975 |
| 87  | "Sawyer, you're going out a youngster, but you've got to come back a star!" | Julian Marsh                                                 | Warner Baxter                  | 42:a gatan                                                                | 1933 |
| 88  | "Listen to me, mister. You're my knight in shining armor. Don't you forget it. You're going to get back on that horse, and I'm going to be right behind you, holding on tight, and away we're gonna go, go, go!" | Ethel Thayer                                                 | Katharine Hepburn              | Sista sommaren                                                            | 1981 |
| 89  | "Tell 'em to go out there with all they got and win just one for the Gipper." | Knute Rockne                                                 | Pat O'Brien                    | Knute Rockne All American                                                 | 1940 |
| 90  | "A martini. Shaken, not stirred." | James Bond                                                   | Sean Connery                   | Goldfinger                                                                | 1964 |
| 91  | "Who's on first" | Dexter Broadhurst                                            | Bud Abbott                     | Håll ångan oppe!                                                          | 1945 |
| 92  | "Cinderella story. Outta nowhere. A former greenskeeper, now, about to become the Masters champion. It looks like a mirac...It's in the hole! It's in the hole! It's in the hole!"                               | Carl Spackler                                                | Bill Murray                    | Tom i bollen                                                              | 1980 |
| 93  | "Life is a banquet, and most poor suckers are starving to death!" | Mame Dennis                                                  | Rosalind Russell               | Min fantastiska tant                                                      | 1958 |
| 94  | "I feel the need—the need for speed!" | Lt. Pete "Maverick" Mitchell och Lt.jg Nick "Goose" Bradshaw | Tom Cruise och Anthony Edwards | Top Gun                                                                   | 1986 |
| 95  | "Carpe diem. Seize the day, boys. Make your lives extraordinary." | John Keating                                                 | Robin Williams                 | Döda poeters sällskap                                                     | 1989 |
| 96  | "Snap out of it!" | Loretta Castorini                                            | Cher                           | Mångalen                                                                  | 1987 |
| 97  | "My mother thanks you. My father thanks you. My sister thanks you. And I thank you." | George M. Cohan                                              | James Cagney                   | Yankee Doodle Dandy                                                       | 1942 |
| 98  | "Nobody puts Baby in a corner." | Johnny Castle                                                | Patrick Swayze                 | Dirty Dancing                                                             | 1987 |
| 99  | "I'll get you, my pretty, and your little dog too!" | Wicked Witch of the West                                     | Margaret Hamilton              | Trollkarlen från Oz                                                       | 1939 |
| 100 | "I'm the King of the World!" | Jack Dawson                                                  | Leonardo DiCaprio              | Titanic                                                                   | 1997 |

## Övrigt
Med totalt sex filmcitat är Casablanca den film som är mest representerad på listan. De två näst mest representerade filmerna är Borta med vinden och Trollkarlen från Oz, med tre citat vardera. Sunset Boulevard, Linje Lusta, Mandomsprovet och Jerry Maguire har vardera med två citat.
Rick Blaine (Casablanca) är karaktären med flest citat på listan (fyra); Dorothy Gale (Trollkarlen från Oz), Harry Callahan (Dirty Harry och Sudden Impact), James Bond (Agent 007 med rätt att döda och Goldfinger), Norma Desmond (Sunset Boulevard), Scarlett O'Hara (Borta med vinden) och Terminatorn (Terminator och Terminator 2 – Domedagen) har två citat vardera.
Med totalt fem citat är Humphrey Bogart skådespelaren med flest citat med på listan, följd av; Al Pacino, Bette Davis, Marlon Brando, Tom Hanks och Vivien Leigh har tre; medan Jack Nicholson, Judy Garland, Gloria Swanson, Dustin Hoffman, Clint Eastwood, Charlton Heston, James Cagney och Arnold Schwarzenegger har två vardera. 
Repliken, "My precious." från filmen Sagan om de två tornen, är det enda citatet som kommer från en film som hade premiär på 2000-talet.